# بعرا (فلم)
بعرا (أي العمل) (بالفرنسية: Baara) فيلم دراما مالي من إخراج سليمان سيسيه سنة 1978. 
يعرض الفيلم أحوال الطبقة العاملة من خلال شاب ماليّ.

## القصة
يعمل شابّ ماليّ من الريف "بعرا"، أي حمّال أمتعة في باماكو. وفي أحد الأيّام تعرّف إلى مهندس شاب توطّدت بينهما العلاقة وتعهّد برعايته، فسوّى أوضاعه مع الشرطة وانتشله من عالم المهمّشين ليضمن له عملا بالمصنع. وقد دخل هذا المهندس الذي درس بأوروبا في صراع مع نقابة العمّال بالمصنع لأنّها باعت حقوق العمّال للعَرْفِ.

## جوائز
- التانيت الفضي في أيام قرطاج السينمائية[2]
- الجائزة الأولى (ينينجا) في المهرجان الأفريقي للسينما والتلفزيون في واغادوغو سنة 1979[3]

## روابط خارجية
- مقالات تستعمل روابط فنية بلا صلة مع ويكي بيانات